# Bangou Kirey
Der Bangou Kirey ist ein kleiner See in der Landgemeinde Liboré in Niger.

## Geographie
Der See liegt im Gebiet der Landgemeinde Liboré, die zum Departement Kollo in der Region Tillabéri gehört. Zu den umliegenden Weilern zählen Bilfouda im Nordosten und Galbal im Südosten. Er gehört zu einer Kette mehrerer kleiner Seen und Teiche im Trockental Kori de Ouallam, das am Fluss Niger endet. Etwa einen Kilometer weiter westlich, bereits im Gemeindegebiet der Hauptstadt Niamey, befindet sich der etwas kleinere See Bangou Bi.
Der Bangou Kirey erstreckt sich über eine Fläche von 40 Hektar. Er ist bis zu 5,3 Meter tief. Er ist ein nördliches und ein südliches Becken getrennt, zwischen denen sich ein Schwemmkegel gebildet hat, wobei das südliche Becken das tiefere ist. Der See wird durch Grundwasser und durch ein Netzwerk mehrerer offener Gerinne gespeist. Sein Einzugsgebiet ist 60 km² groß. Es wird von Hochebenen mit einer durchschnittlichen Höhe von 220 m und sandigen Abhängen dominiert, auf denen Hirse angebaut wird.
Der See ist Teil der Übergangszone zwischen Sahel und Sudan. In den Jahren von 1950 bis 2008 wurden hier als durchschnittliche jährliche Niederschlagshöhe 545 mm gemessen.

## Geschichte
Der Name Bangou Kirey kommt aus der Sprache Zarma und bedeutet „roter See“. Der See entstand als permanentes Gewässer genauso wie der benachbarte Bangou Bi („schwarzer See“) in den Jahren 1964 bis 1966 auf Grund des gestiegenen Grundwasserspiegels. Sein Wasser soll anfangs noch klar gewesen sein und erst zu Beginn der 1970er Jahre seine rötliche Farbe angenommen haben.
Bereits Mitte des 20. Jahrhunderts hatte in der Gegend der Prozess der Entwaldung begonnen. Die landwirtschaftlich genutzten Flächen vermehrten sich zunächst und wurden dann wegen der Verkrustung der Böden wieder weniger.

## Ökologie
Das Seewasser weist einen sauren pH-Wert von 5,6 auf.